# Schizomyia manihoti
Schizomyia manihoti är en tvåvingeart som beskrevs av Tavares 1925. Schizomyia manihoti ingår i släktet Schizomyia och familjen gallmyggor. Inga underarter finns listade i Catalogue of Life.